# Tim Ganz
Tim Ganz (* 3. Juni 1997 in Kehl) ist ein ehemaliger deutscher Handballspieler. Der Rechtsaußen spielte zuletzt bei der SG Pforzheim/Eutingen und zuvor bei den Rhein-Neckar Löwen in der Bundesliga.

## Karriere
Mit dem Handballspielen begann Ganz beim badischen Verein TV Auenheim. Danach wechselte er nach Rheinland-Pfalz zum SSV Meisenheim. Dort durchlief er alle Jugendmannschaften, bis er sich 2013 der HSG Rhein-Nahe in Bingen anschloss, um in der A-Jugend Bundesliga zu spielen. In der Qualifikation scheiterte er jedoch mit der Mannschaft in der Qualifikationsrunde. Er wechselte zurück zum SSV Meisenheim und spielte zwei Jahre mit der Herrenmannschaft in der Verbandsliga Rheinhessen. Anschließend wechselte er 2015 erneut zur HSG Rhein-Nahe-Bingen, um mit dessen ersten Mannschaft in der Oberliga RPS anzutreten.
Zur Saison 2017/18 wechselte Ganz zur Reserve-Mannschaft des Bundesligisten Rhein-Neckar Löwen in die 3. Liga. Am 24. März 2018 bestritt er sein erstes Spiel in der EHF Champions League gegen den PGE Vive Kielce mit der Reserve-Mannschaft aufgrund von Terminstreitigkeit und erzielte vier Tore gegen den ehemaligen Welthandballer Sławomir Szmal. Am 21. November 2018 wurde Ganz zum ersten Mal in den Profi-Kader der Rhein-Neckar Löwen berufen. Am 29. November 2018 gab er sein Bundesligadebüt im Spiel gegen die TSG Friesenheim.
Im März 2019 unterschrieb er einen Profivertrag bei den Rhein-Neckar Löwen. Sein Debüt im DHB-Pokal bestritt Tim Ganz am 17. August 2019 gegen die HG Saarlouis und erzielte dabei seine ersten fünf Tore im Profibereich. Insgesamt absolvierte er 26 Bundesligaspiele und erzielte dabei zwei Tore in der höchsten deutschen Spielklasse. International kam Tim Ganz auf zwei Einsätze in der EHF European League und einen in der EHF Champions League.
Zur Saison 2020/21 wechselte er zurück in die dritte Liga zu der SG Pforzheim/Eutingen, wo er seine Karriere mit der Saison 2024/25 beendete.

## Nationalmannschaft
Im Jahr 2013 wurde Ganz unter den besten Nachwuchsspieler Süddeutschlands, seines Jahrgangs, zur DHB-Sichtung der Junioren-Nationalmannschaft eingeladen und wurde dort unter anderem von Weltmeister wie Markus Baur oder Christian Schwarzer trainiert.
Für eine Nominierung in den vorläufigen Kader der Junioren-Nationalmannschaft wurde Ganz nicht berücksichtigt.